# Psen
Psen (лат.) — род ос из подсемейства Pemphredoninae (Crabronidae), который с 2018 года рассматривают в отдельном семействе Psenidae. Охотятся на мелких цикадок. Известно около 100 видов.

## Распространение
Встречаются повсеместно. В Палеарктике 25, в России 9 видов.
Большая часть видов встречается в Юго-Восточной Азии. Также представлены в Палеарктике, Неарктике, Неотропике и Афротропике. В Казахстане известно 2 вида. Его виды распространены во многих регионах: 11 видов и два подвида встречаются только в Палеарктике, пять — в Неарктике, 48 видов и 17 подвидов — в Ориентальной области, четыре — в Эфиопской, девять — в Неотропической, восемь видов и три подвида — в Австрало-Папуасской, по восемь — одновременно в Палеарктической и Ориентальной, по четыре — одновременно в Ориентальной и Австрало-Папуасской областях. В Китае 26 видов и 6 подвидов.

## Описание
Мелкие осы, гнездящиеся в мёртвой древесине, а также в плотном грунте. Обычно длиной около 1 см чёрного цвета. Брюшко со стебельком. Вершина наличника выемчатая. Мандибулы на вершине несут два зубца. Переднее крыло с 3 субмаргинальными ячейками. Усиковые ямки отделены от наличника и расположены около середины лица. Голени средних ног несут одну шпору. Усики самца 13-члениковые, самки — 12-члениковые. Нижнечелюстные щупики состоят из 6 члеников, а нижнегубные — из 4. Охотятся на равнокрылых (Homoptera) из семейств цикадок Cicadellidae, Cercopidae, Membracidae и Fulgoridae.

Psen ater

## Классификация
Известно около 100 видов (95 видов и 22 подвида). С 2018 года включают в отдельное семейство Psenidae. Ранее род Psen Latreille, 1796 входил в состав трибы Psenini из подсемейства Pemphredoninae. Это второй по величине род в трибе после Psenulus (в котором более 160 видов). Род был образован в 1796 году французским натуралистом Пьером Латрейем без указания включаемых в него видов, и позже Латрей (1802) определил Sphex ater Fabricius, 1794 [= Crabro ater Olivier, 1792] в качестве типового вида рода.
- Psen affinis Gussakovskij, 1937[12]
- Psen alishanus Tsuneki, 1967[13]
- Psen amboinensis van Lith, 1965[14]
- Psen angulifrons van Lith, 1965
- Psen anodontotus van Lith, 1976[15]
- Psen aspites van Lith, 1968[16]
- Psen assamensis van Lith, 1965[14]
- Psen ater (Olivier, 1792) typus
  - (=Sphex ater Fabricius, 1794)
- Psen aureohirtus Rohwer, 1921
- Psen aurifrons Tsuneki, 1959[17]
- Psen bakeri Rohwer, 1923
- Psen barthi Viereck, 1907
- Psen betremi van Lith, 1959[18]
- Psen bettoh Tsuneki, 1977
- Psen bishopi van Lith, 1968
- Psen bnun Tsuneki, 1971[19]
- Psen boninensis Nagase, 2000[20]
- Psen brinchangensis van Lith, 1965[14]
- Psen bryani Perkins and Cheesman, 1928
- Psen carbonarius (F. Smith, 1865)
- Psen cheesmanae Krombein, 1949
- Psen congolus Leclercq, 1961
- Psen coriaceus van Lith, 1959[18]
- Psen curvipilosus van Lith, 1959
- Psen dzimm Tsuneki, 1959[17]
- Psen elisabethae van Lith, 1959[18]
- Psen emarginatus van Lith, 1959
- Psen erythrocnemus van Lith, 1975[21]
- Psen erythropoda Rohwer, 1910
- Psen eurypygus van Lith, 1965[14]
- Psen exaratus (Eversmann, 1849)
- Psen foveicornis Tsuneki, 1982[22]
- Psen foveolatus Budrys, 1986
- Psen fronistriatus Deng et al., 2025[7]
- Psen fuscinervis (Cameron, 1899)
- Psen hanedanus Terayama and Murota, 2016
- Psen heinrichi van Lith, 1968
- Psen hirashimai Tsuneki, 1966[23]
- Psen inflatus van Lith, 1968[16]
- Psen irwini (Bohart and Grissell, 1969)
- Psen kalilicus Tsuneki, 1982
- Psen koreanus Tsuneki, 1959[17]
- Psen krombeini van Lith, 1965
- Psen kulingensis van Lith, 1965[14]
- Psen lacuniventris L. Ma and Q. Li, 2007[24]
- Psen leclercqi van Lith, 1974[25]
- Psen lieftincki van Lith, 1959[18]
- Psen lobicornis van Lith, 1973[26]
- Psen marjoriae van Lith, 1968[16]
- Psen matalensis R. Turner, 1912
- Psen melanosoma Rohwer, 1921
- Psen metallicus van Lith, 1975[21]
- Psen miyagino Tsuneki, 1983[27]
- Psen monticola (Packard, 1867)
- Psen montivagus (Dalla Torre, 1897)
- Psen nepalensis van Lith, 1968[16]
- Psen nigriventris van Lith, 1965[14]
- Psen nitidus van Lith, 1959
- Psen novahibernicus van Lith, 1965[14]
- Psen opacus van Lith, 1959
- Psen orientalis Cameron, 1890
- Psen paranaensis van Lith, 1975
- Psen patellatus Arnold, 1924
- Psen paulus van Lith, 1968[16]
- Psen pilosus van Lith, 1965[14]
- Psen politiventris Rohwer, 1921
- Psen pulcher (Cameron, 1891)
- Psen refractus Nurse, 1903
- Psen regalis van Lith, 1968
- Psen richardsi Tsuneki, 1959[17]
- Psen rubicundus van Lith, 1959
- Psen ruficrus van Lith, 1965
- Psen rufiventris Cameron, 1890
- Psen rufoannulatus Cameron, 1907
- Psen sauteri van Lith, 1968
- Psen scabrosus Deng et al., 2025[7]
- Psen sedlaceki van Lith, 1968
- Psen seminitidus van Lith, 1965
- Psen seriatispinosus L. Ma and Q. Li, 2006[28]
- Psen shirozui Tsuneki, 1966[23]
- Psen shukuzanus Tsuneki, 1972
- Psen silvaticus Arnold, 1924
- Psen simlensis van Lith, 1968
- Psen spinitibialis L. Ma and Q. Li, 2007[24]
- Psen striolatus (Cameron, 1891)
- Psen tanoi Tsuneki, 1967[13]
- Psen terayamai Tsuneki, 1982[22]
- Psen terrigenus van Lith, 1959
- Psen toxopeusi van Lith, 1959
- Psen triangulatus van Lith, 1959[18]
- Psen unifasciculatus Malloch, 1933
- Psen ussuriensis van Lith, 1959
- Psen vadosus van Lith, 1968[16]
- Psen vechti van Lith, 1959
- Psen venetus Pate, 1946
- Psen yasumatsui Gussakovskij, 1934
- Psen yomasanus van Lith, 1965[14]
- Psen yunnanensis L. Ma and Q. Li, 2007[24]